# Kammerstängel

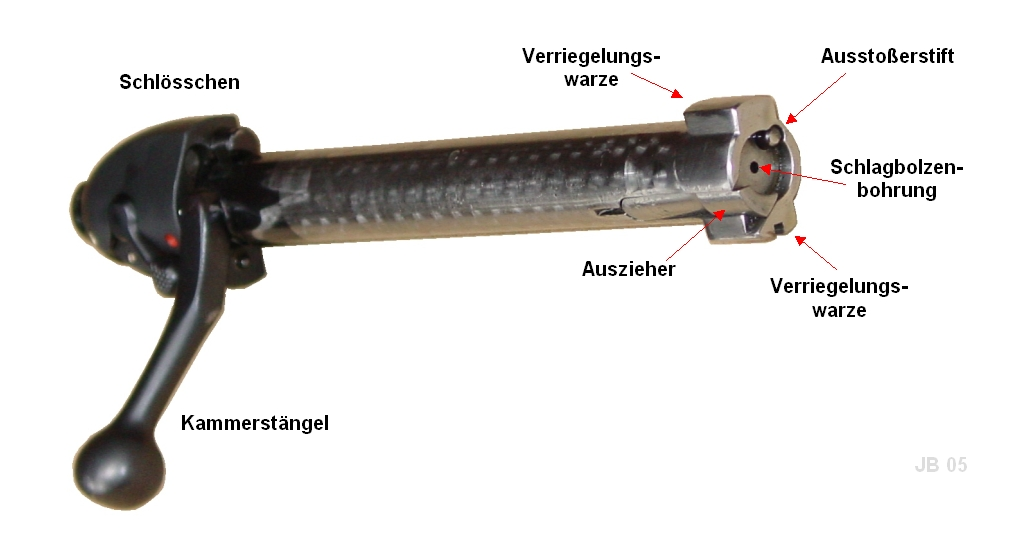
Kammerstängel am Verschlussstück

Der Kammerstängel ist der Griff- oder Bedienhebel des Zylinderverschlusses von Schusswaffen. Er ist mit dem Verschlussstück oder dem Verschlussbolzen des Verschlusses verbunden.
Zylinderverschlüsse mit Kammerstängel sind an Repetierwaffen – vorwiegend an Repetierbüchsen – zu finden. Nach den Anforderungen an die Bauweise und Ausstattung der Waffe können Kammerstängel in gerader Form meist für die militärische Verwendung ohne Zielfernrohr auf dem System (Verschluss) Verwendung finden; in gekröpfter Form werden sie meist für die jagdliche Verwendung, mit auf dem System montierten Zielfernrohr eingesetzt. Am Griffende des Kammerstängels befindet sich die Kammerstängelkugel, die auch in anderer Form ausgeführt und bei hochwertigen Jagdbüchsen verziert oder auch in Holz gearbeitet sein kann.
Ein Merkmal von Linksschützen-Büchsen ist unter anderem der Kammerstängel auf der linken Seite der Waffe. Moderne Repetiersysteme mit Zylinderverschluss verfügen zum geringen Teil über einen seitenwechselbaren Anschlag des Kammerstängels (für Links- oder Rechtsschützen).
Kleinkalibergewehre verfügen oft über Verschlüsse mit Kammerstängelverriegelung, bei welcher der Kammerstängel den Verschluss durch Eingreifen in eine entsprechende Aussparung in der Verschlusshülse verriegelt.